# Cloe Elmo
Cloe Elmo (Lecce, 9 aprile 1910 – Ankara, 24 maggio 1962) è stata un mezzosoprano italiano.

## Biografia
Studiò al Conservatorio Santa Cecilia con Edvige Ghibaudo. Nel 1932 vinse il primo premio al "Concorso internazionale di canto e musica" a Vienna. Debuttò nel 1935 a Cagliari come Santuzza.
Nel 1936 debuttò alla Scala come Meg Page in Falstaff. Nel 1945 si esibì alle Terme di Caracalla  in Cavalleria rusticana, La Gioconda, Carmen. Tra il 1947 e il 1949 cantò al Metropolitan di New York e all'Opera di San Francisco. Nel 1951 prese parte al Teatro San Carlo di Napoli, con Maria Callas e Giacomo Lauri-Volpi, a una storica edizione de Il trovatore per il cinquantesimo della morte di Giuseppe Verdi, di cui rimane testimonianza sonora.
Aveva una voce di timbro scuro e pastoso, dalla musicalità calda ed espressiva; inoltre, tra le sue doti, va annoverata un'estesa gamma verso gli acuti. Fu un'apprezzata interprete di Aida, Il trovatore, Un ballo in maschera, La Gioconda (Laura), Falstaff (Quickly), di cui ha lasciato registrazioni sotto le importanti bacchette di Arturo Toscanini e Victor de Sabata.
Negli anni cinquanta si ritirò dalle scene e si dedicò all'insegnamento, in particolare, dal 1954, al Conservatorio di Ankara, dove scomparve all'età di 52 anni.

## Repertorio
| Ruolo                   | Titolo                        | Autore           |
| ----------------------- | ----------------------------- | ---------------- |
| Adalgisa                | Norma                         | Bellini          |
| Carmen                  | Carmen                        | Bizet            |
| Principessa di Bouillon | Adriana Lecouvreur            | Cilea            |
| Nancy                   | Martha                        | Flotow           |
| Pepa                    | Goyescas                      | Granados         |
| Rinaldo                 | Rinaldo                       | Händel           |
| Santa Caterina          | Jeanne d'Arc au bûcher        | Honegger         |
| Hänsel                  | Hänsel e Gretel               | Humperdinck      |
| Santuzza                | Cavalleria rusticana          | Mascagni         |
| Carlotta                | Werther                       | Massenet         |
| Voce d'angelo           | Le jongleur de Notre-Dame     | Massenet         |
| Minerva                 | Il ritorno d'Ulisse in patria | Monteverdi       |
| Fëdor                   | Boris Godunov                 | Musorgskij       |
| Chivrija                | La fiera di Soročincy         | Musorgskij       |
| Debora                  | Debora e Jaele                | Pizzetti         |
| Laura Adorno            | La Gioconda                   | Ponchielli       |
| Tigrana                 | Edgar                         | Puccini          |
| Zita                    | Gianni Schicchi               | Puccini          |
| Ljubava Buslaevna       | Sadko                         | Rimskij-Korsakov |
| Amaltea                 | Mosè in Egitto                | Rossini          |
| Baba la turca           | La carriera di un libertino   | Stravinskij      |
| Maddalena               | Rigoletto                     | Verdi            |
| Azucena                 | Il trovatore                  | Verdi            |
| Ulrica                  | Un ballo in maschera          | Verdi            |
| Preziosilla             | La forza del destino          | Verdi            |
| Principessa d'Eboli     | Don Carlo                     | Verdi            |
| Amneris                 | Aida                          | Verdi            |
| Meg Page Mrs. Quickly   | Falstaff                      | Verdi            |
| Ortruda                 | Lohengrin                     | Wagner           |
| Brangania               | Tristano e Isotta             | Wagner           |
| Puck                    | Oberon                        | Weber            |
| Margarita               | I quatro rusteghi             | Wolf-Ferrari     |

## Discografia
- Verdi, Messa Da Requiem (1940-1950) - Renata Tebaldi/Cloe Elmo/Arturo Toscanini/Milan Teatro alla Scala Chorus/Giacinto Prandelli/Milan Teatro alla Scala Orchestra/Cesare Siepi/Westminster Choir/NBC Symphony Orchestra, IDIS
- Verdi, Falstaff (1949) - Martha Lipton/Cloe Elmo/Metropolitan Opera Chorus/Fritz Reiner/Metropolitan Orchestra/Giuseppe Valdengo/Lorenzo Alvarez/Licia Albenese/Leonard Warren/Giuseppe di Stefano/Regina Resnik, IDIS
- Verdi, Falstaff - Alda Noni/Anna Maria Canali/Cesare Valetti/Cloe Elmo/Giuseppe Nessi/Mariano Caruso/Mariano Stabile/Orchestra e Coro del Teatro alla Scala di Milano/Paolo Silveri/Renata Tebaldi/Silvio Mainica/Victor De Sabata, Urania
- Verdi, Trovatore (Il) (1951) - Maria Callas/Cloe Elmo/San Carlo Theatre Chorus/Tullio Serafin/San Carlo Theatre Orchestra/Gerardo Gaudioso/Teresa De Rosa/Luciano Della Pergola/Paolo Silveri/Gianni Avolanti/Italo Tajo/Giacomo Lauri Volpi, IDIS